# 3e régiment mixte de zouaves et tirailleurs
Le 3e régiment mixte de zouaves et tirailleurs (3e RMZT) était un régiment d'infanterie appartenant à l'Armée d'Afrique qui dépendait de l'armée de terre française.

## Création et différentes dénominations
- août 1914 : création du 7e régiment de marche de zouaves

## Historique des garnisons, combats et batailles du330eRIT

### Première Guerre mondiale

#### Affectations
En 1915, il appartient à la 45e division d’infanterie et à la 91e brigade.

#### 1914
- août 1914 : création du 7e régiment de marche de zouaves

#### 1915
Le 20 juin 1915, il reçoit le 3e bataillon du 4e tirailleurs qui vient du Maroc sous les ordres du commandant Clerc, il est renommé 3e régiment mixte de zouaves et tirailleurs. 

#### 1918
Le 8 mai 1918 : les bataillons de zouaves sont dissous et le régiment, constitué des 5e, 7e et 11e bataillons du 6e régiment de tirailleurs algériens, devient le 6e régiment de marche de tirailleurs.

## Drapeau
Il porte, cousues en lettres d'or dans ses plis, les inscriptions suivantes :
- Verdun 1916
- Les Monts 1917

## Décorations
Sa cravate est décorée de la Croix de guerre 1914-1918 une étoile d'argent (avec une citation du régiment à l’ordre de la division).

### Sources et bibliographie
- Anthony Clayton (trad. de l'anglais par Paul Gaujac), Histoire de l'armée française en Afrique : 1830-1962 [« France, soldiers and Africa »], Paris, A. Michel, 1994, 550 p. (ISBN 978-2-226-06790-6, OCLC 30502545)
- Robert Huré, Jean Brunon et Raoul Brunon, L'Armée d'Afrique : 1830-1962, Charles-Lavauzelle, 1977 (OCLC 461817419)